# Stary Kozirynek
Stary Kozirynek (dawn. Kozirynek Stary) – część miasta Radzynia Podlaskiego w Polsce, w województwie lubelskim, w powiecie radzyńskim. Rozpościera się w okolicy ulicy Partyzantów, we wschodniej części miasta, w pobliżu rzeki Białki.

## Historia
Dawna wieś Kozirynek Stary  należała w latach 1867–1934 do gminy Biała w powiecie radzyńskim. W Królestwie Polskim przynależała do guberni siedleckiej, a w okresie międzywojennym do woj. lubelskiego. 
13 października 1919 wyłączono go z gminy Biała i włączono w większości do odzyskującego status miasta Radzynia.
20 października 1933 utworzono gromadę Kozirynek Stary w granicach gminy Biała, składającą się z wsi Kozirynek Stary, wsi Zamek, szpitala św. Kunigundy, folwarku Gubernia i folwarku Marynin.
18 kwietnia 1934 resztę gruntów wsi Kozirynek Stary włączono do Radzynia.